# 迎賓館ロケット弾事件
迎賓館ロケット弾事件（げいひんかんロケットだんじけん）は、1986年（昭和61年）5月4日に東京都で発生したテロ事件。迎賓館迫撃弾事件とも呼ばれる。
日本の新左翼の中核派が起こした事件である。

## 背景
1986年のゴールデンウィークは、大規模な式典が多く行われていた。4月29日の天皇誕生日には昭和天皇御在位60年記念式典が挙行され、5月4日から6日までは第12回先進国首脳会議が開催された。
中核派は、これらの式典を「反動」中曽根内閣の反革命的策動とし、様々なテロ事件を起こしていた。

## 概要
1986年5月4日午後4時20分頃、東京都新宿区矢来町のマンションの4階の一室からロケット弾の一種である迫撃弾が発射された。標的はここから2.5キロ離れた迎賓館で、この時間は先進国首脳の歓迎式典が挙行されていた。しかしロケット弾は迎賓館を飛び越えて1キロ離れた道路上に着弾したため、迎賓館に被害はなかった。産経新聞の報道によると、着弾場所の道路には直径20cm、深さ5cmの穴が開いたという。
発射場所はまもなく特定され、警察が捜索したところ、このマンションの一室から5本の発射筒からなる発射装置が発見された。窓も発射時刻になると自動的に開くように改造されていた。この部屋は4月より自称「松本」が身分を偽って借りていた。

## 裁判
中核派は犯行を認めるアジビラを配付していたため、警視庁公安部は中核派の犯行と断定した、
警視庁公安部は爆発物取締罰則違反で1987年に中核派活動家3人（A、B、C）を、1993年3月に中核派活動家のDをそれぞれ逮捕した。
しかし、逮捕された4人は犯行を否認。検察は非公然アジトから押収されたロケット弾開発関与に関するメモ類などを根拠に4人が事件に関与したとして爆発物取締罰則違反で起訴。また、1986年4月の中核派が関与した横田基地ロケット弾発射事件についても合わせて起訴された。しかし、それ以外は証拠が乏しかったため、当初の予想に反し長期裁判となった。A・B・Cの3人に保釈が認められたのは2002年12月、Dに保釈が認められたのは2004年11月であった。
3人の差戻し前の裁判
検察はAに懲役15年、BとCに懲役13年を求刑したが、2004年3月25日、東京地方裁判所（木口信之裁判長）は、メモ類には事件に直接触れた記載はないことを理由に3人を無罪とした。これに対し、検察が控訴。二審の東京高等裁判所は2006年5月19日に「審理不十分」を理由に地裁に差し戻し、2007年10月16日に最高裁判所（泉徳治裁判長）も被告人側の上告を棄却したため、一審からやり直すことになった。
3人の差戻し後の裁判
差戻後の第一審において、東京地方裁判所（林正彦裁判長）は、2010年6月2日にAに懲役11年、BとCに懲役8年を言い渡した。この判決の中で裁判長は「適正な防御権の行使の範囲を明らかに超えた、被告側の不当な訴訟活動が審理を長期化させた」と述べた。3人の被告人が控訴したが、2013年6月27日に東京高等裁判所（山崎学裁判長）は控訴を棄却した。2016年3月14日、最高裁（山崎敏充裁判長）が上告を棄却し有罪判決が確定した。
Dの裁判
Dに対して2006年3月に地裁が懲役12年の判決を言い渡し、2012年3月に有罪判決が確定した（2500日間の未決勾留日数が算出され、服役期間は最長5年2ヶ月）。